# Armenska dijaspora
Armenska dijaspora odnosi se na armenske zajednice izvan Republike Armenije i samoproglašene de facto neovisne Republike Gorski Karabah. Tijekom četvrtog stoljeća, a zatim tijekom i nakon armenskog genocida, armenski imigranti su uspostavili zajednice u više od 30 različitih regija širom svijeta. Većina Armenaca u dijaspori nisu iz Republike Armenije, nego iz Zapadne Armenije (današnja istočna Turska), uglavnom potječu od ljudi koji su preživjeli armenski genocid.

## Povijest
Armenski dijaspora je prisutna već više od 1700 godina. Moderna armenska dijaspora je nastala uglavnom nakon Prvog svjetskog rata, kao rezultat pada Osmanskog carstva. Nakon pada Osmanskog carstva, turski nacionalisti pod vodstvom Kemala Atatürka napadaju Zapadnu Armeniju. Kao rezultat izgubljenog rata, Armenci bježe u različite dijelove svijeta (oko pola milijuna) te stvaraju nove armenske zajednice daleko od svog zavičaja. Kroz godine broj Armenaca u dijaspori, koji vuku podrijetlo od onih Armenaca koji su preživjeli genocid i pobjegao iz Zapadne Armenije je sada nekoliko milijuna. Nakon raspada Sovjetskog Saveza, oko milijun Armenaca postali su dijaspora uglavnom kao rezultat teških ekonomskih uvjeta u Armeniji.

## Podjela
Danas se armenska dijaspora odnosi na zajednice Armenaca koji žive izvan Republike Armenije i Republike Gorski Karabah, jer su ta dva područja autohtona domovina Armenaca. Ukupna broj armenskog stanovništva koji živi u svijetu se procjenjuje na 11 milijuna. Od toga oko 3,3 milijuna živi u Armeniji, 140.000 u nepriznatom de facto neovisnom Gorskom Karabahu i 120.000 u regiji Javakhk u susjednoj Gruzija. To ostavlja oko 7.000.000 u dijaspori s najvećim brojem u Rusiji, Sjedinjenim Američkim Državama, Francuskoj, Argentini, Libanonu, Siriji, Iranu, Kanadi, Ukrajini, Grčkoj i Australiji.